# ريجنالد ديفيس
ريجنالد ديفيس (بالإنجليزية: Reginald Davis)‏ (22 أكتوبر 1892 في أستراليا - 11 يوليو 1957 في أستراليا) هو لاعب كريكت أسترالي. لعب مع فريق تسمانيا للكريكت.

## وصلات خارجية
- ريجنالد ديفيس على موقع إي آس بي آن كريك إنفو (الإنجليزية)